# Ben Lomond (Tasmanie)
Pour les articles homonymes, voir Ben Lomond (homonymie).
Le Ben Lomond (1 572 m d'altitude) est un massif montagneux situé au Nord-Est de la Tasmanie en Australie. Située à l'est de Launceston dans le parc national Ben Lomond, c'est l'une des deux montagnes skiables en Tasmanie.
Facilement accessible depuis Launceston, disposant d'un village de ski sur le plateau, le Ben Lomond est une zone appréciée par les touristes et les randonneurs. L'accès au village et au sommet peut se faire par l'intermédiaire de plusieurs sentiers de randonnée ou à travers une route sinueuse connue sous le nom de Jacob's Ladder (« l'échelle de Jacob »). 
Son nom est tiré de la montagne écossaise homonyme.

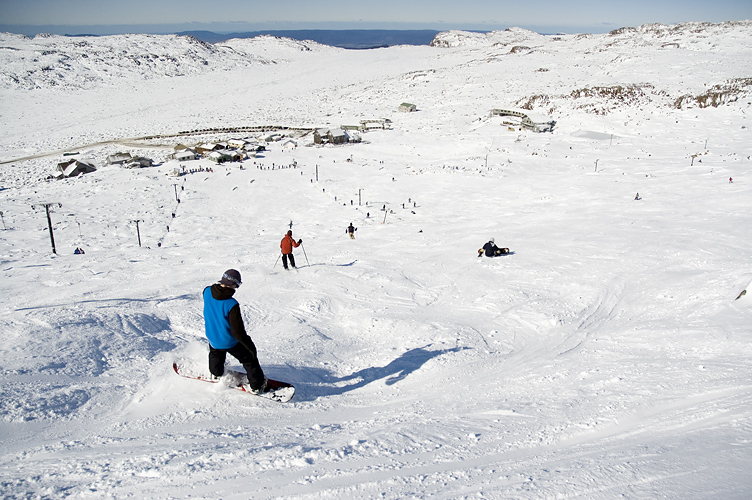
Vue du plateau sommital du Ben Lomond et son domaine de ski.